# MSN TV
MSN TV (antiguamente conocido como WebTV) fue un dispositivo que se conecta a un televisor con conexión RCA (video y audio) y permite la navegación por Internet mediante un control remoto, que puede actuar como mouse y un teclado inalámbrico, que entregan las funcionalidades de un computador. WebTV también correspondía al nombre de la compañía creadora de la tecnología, la cual fue adquirida por Microsoft en 1997.
MSN TV se encuentra disponible solamente en Estados Unidos y posee compatibilidad con dos modos de conexión a Internet, ya sea por banda ancha o por módem telefónico. El costo de adquisición de un dispositivo de MSN TV nueva es de US$ 199,95, y los cargos de conexión a Internet varían, dependiendo del plan del proveedor de Internet. Además, se incluye un costo de suscripción el cual oscila, según el plan del usuario, entre los US$ 9,99 anuales y los US$ 199,99 anuales, dependiendo el tipo de conexión que posea y la cantidad de tráfico de datos que posea el usuario en el rango de tiempo que contrate.
El 1 de julio de 2013, Microsoft envió un correo electrónico a los suscriptores del servicio anunciando el cierre del mismo, el cual se efectuó el 30 de septiembre de 2013, dando soporte y servicios adicionales a los suscriptores hasta el 15 de enero de 2014.

## Historia

### Antes que Microsoft comprara la empresa
La primera empresa en entregar este servicio fue WEBTV Networks Inc. (cuyo nombre original fue Artemis). Fundada en 1995 por Steve Perlman, Bruce Leak y Phil Goldman, quienes al año siguiente, en asociación con Philips y Sony lanzaron al mercado la primera WebTV que permitía al usuario navegar por Internet a través de un televisor, incluso si carecía de conocimientos sobre informática; además, ofrecía la capacidad de ver televisión en un solo equipo, sin necesidad de agregar dispositivos adicionales. Este avance buscaba llevar Internet a las casas que no podían costear un computador e introducir conceptos de informática a usuarios que no tuvieran contacto directo con un computador.
A mediados de 1997, Thomson introduce a través de RCA Computer Network su propia versión de WebTV para entrar en la competencia de adaptar el modelo del dispositivo original a su tecnología. La idea de Thomson era entregar un dispositivo de similares características de los equipos fabricados por Philips y Sony, e integraba una nueva línea de entretenimiento a través de NetChannel.
Los primeros servicios ofrecidos por WebTV era catalogados en dos clases de servicio que eran diferenciados por el hardware que poseían: la WebTV Classic que fue la primera versión disponible desde 1996, y la WebTV Plus que era una revisión de hardware que incluía la capacidad de imágenes de televisión durante navegación por Internet, bajo el sistema picture-in-picture (en español: imagen en imagen).
En el año 1997, Microsoft compró la compañía por 425 millones de dólares, y trabajó en asociación con Intel y Compaq, para establecer un estándar de comunicaciones digitales, lo que sería una revolución tecnológica para la televisión por la introducción de contenidos digitales a través del televisor y usando Internet. A pesar de las buenas intenciones del proyecto, la idea no prosperó debido al recelo de los usuarios a usar una WebTV para navegar por Internet, además que a finales de 1997 los costos excesivos de conexión telefónica a Internet y el precio del hardware necesario para su implementación hicieron que el público desestimara la compra de la WebTV.
Una encuesta realizada por la empresa DataQuest reveló que un 93% de las personas encuestadas no deseaban adquirir en el corto plazo una WebTV para navegar a través del televisor. Este resultado llevó a calificar el suceso de este producto como pasajero y que su auge finalizaría en un horizonte de 18 meses a partir de su introducción al mercado. Este desalentador futuro, explicado por empleados de DataQuest se debía a los avances de la tecnología integrarían los servicios entregados por WebTV en forma automática sin requerir un dispositivo especial para acceder a Internet, atribuyendo estos avances bajo el nombre de "televisión digital".
Uno de los principales problemas de los primeros modelos de WebTV era su escasa tecnología y capacidad de procesamiento lo que impedía realizar mejoras en el software que contenía. Esto impedía que las mejoras en los lenguajes de programación y las nuevas aplicaciones de Internet fueran integradas en forma nativa por el dispositivo. La escasez de adaptación a cambios de tecnologías fue uno de los principales problemas identificados por los usuarios. En una entrevista cnet, un usuario disgustado dijo:

No puedes usar Java, ver streaming de video [o] video conferencia, y estás excluido de todas las salas de chat bajo Java. No puedes descargar software, no hay actualizaciones, no puedes jugar, procesador de texto, y la lista crece hasta el infinito...

Después de la compra de Microsoft, la empresa anunció que no se brindaría soporte al lenguaje Java, produciendo una pequeña rebelión por parte de los diseñadores y desarrolladores de sitios webs quienes deberían programar dos versiones de sitios webs, con el fin que la experiencia de navegación e interfaz de usuario no se viera degradada en el televisor.

... esto también significa que [los desarrolladores webs] tendrá que seguir desarrollando diferentes versiones de los sitios para los diferentes navegadores...
George Olsen, desarrollador web

Una de las soluciones que planteó Microsoft fue la adaptación de PersonalJava, que es una versión reducida de Java.

### Reingeniería de Microsoft
En el año 2001 Microsoft, a través de la subsidiaria MSN, tomó el control absoluto del negocio, terminando los contratos con Philips y Sony, dejando solamente a RCA como fabricante de los futuros modelos de WebTV. Las promociones vigentes de los usuarios fueron caducadas y adaptadas a los términos de contrato que ofrecía la nueva marca: MSN TV. El efecto de pasar comercialmente desde la marca WebTV a MSN TV fue un alza en cerca de un millón de suscriptores a final de 2001.
En el año 2004, Microsoft renovó el acuerdo comercial con Thomson, y juntos crearon una nueva versión de hardware de la MSN TV. En la versión llamada MSNTV2, Microsoft cambió los colores del dispositivo desde los tonos grises al blanco y azul que caracterizan a la marca. Las mejoras en el hardware se destacan la compatibilidad del mouse USB y la incorporación de un conector para el uso de banda ancha sin la necesidad de usar un adaptador especial. El software fue mejorado, integrando Microsoft Internet Explorer 6.0 como navegador, y ciertas funcionalidades de Microsoft Media Player para mejorar la calidad de reproducción de los archivos que el usuario recibía en su dispositivo. Otras de las ventajas es la conectividad entregada por el dispositivo para compartir archivos entre varios equipos (computadores, notebooks, otros) dentro de la misma red local de conexión.
Con estos avances, la antigua versión de WebTV fue desplazada por la nueva versión rápidamente, y los especialistas destacaban que a partir de un costo bajo se podía obtener un gran aparato para navegar por Internet, debido a la amplia gama de opciones que entregaba y la facilidad de uso para las personas que no tenían experiencia con un computador. En febrero de 2006, un hacker de hardware de Linux analizó la BIOS y publicó una guía describiendo cómo instalar Linux en un MSN TV 2, dejando como muestra de su logro un clúster de MSN TV 2.

## Componentes

### Hardware

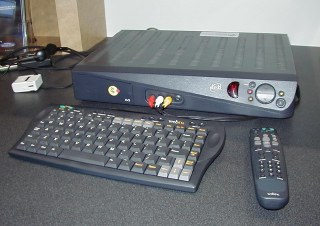
Hardware de una WebTV.

MSN TV es un dispositivo que se conecta al televisor a través de cables de conexión de entrada estándar de audio y vídeo o por la conexión S-Video que poseen algunos televisores y reproductores de DVD. Se complementa por un teclado inalámbrico y un control remoto que permiten la interacción con las páginas de Internet y funcionalidades que entrega el aparato.
También existen periféricos opcionales como impresoras, lectores de tarjetas y conectores de wifi, para aumentar la capacidad de almacenamiento y la conectividad que brinda una MSN TV.

#### Antes de Microsoft
El prototipo original de la WebTV nació tras una inversión por parte de Steve Perlman, quien fue cofundador de WEB TV Inc. quien integró el televisor con un dispositivo externo a través de las entradas de vídeo y sonido. En esta etapa, Perlman gastó US$ 3000 en desarrollar su idea, culminando en un dispositivo que se puso a la venta en 1996.
El sistema de WebTV tenía en su interior dos chips que permitían desplegar completamente un sitio web y procesar imágenes sin producir problemas al televisor: un procesador único de bajo rendimiento, que originalmente poseía una velocidad de 112 MHz en la versión WebTV Classic, mientras que la WebTV Plus tenía un chip MIPS de 167 MHz, (64 bits), un disco duro de 1,1 GB, módem de 56 kbit/s, 8 MiB de memoria RAM, 2 MiB de memoria ROM que apoyaba el proceso de inicio del dispositivo; y un chip de gráficos ASIC llamado "Solo", que permitía mejorar las imágenes y los vídeos que mostraba el televisor a partir de la navegación, entregando una calidad aceptable para la información desplegada por pantalla.

#### Durante Microsoft
Tras la compra de Microsoft, el desarrollo del hadware comenzó a ser considerado a partir de 1999, llegando al primer avance real al implementar una evolución del chip de gráficos denominado como "Solo2", que significó un costo de US$ 20 millones y significó el primer intento de Microsoft por entrar al mercado de chips de computadores. Las virtudes de este chip fue manejar varios streamings de video permitiendo la grabación de varios programas al mismo tiempo y navegar por Internet a través de la WebTV.
A pesar de la mejora del chip de vídeo, el dispositivo seguía careciendo de velocidad y capacidad de hardware para incluir las nuevas aplicaciones de Internet, por lo cual Microsoft, Intel y Compaq comenzaron a desarrollar y a investigar en torno a este dispositivo, haciéndolo crecer en su capacidad en una forma insospechada. En las últimas versiones, MSN TV 2 posee un procesador de 733 MHz Intel Celeron, 128 MiB en Memoria RAM, 64 MiB en memoria flash.

#### Arquitectura del cliente
Las primeras versiones de WebTV funcionaban con procesadores RISC de 64 bits, cuya velocidad de procesador iban desde los 142 MHz hasta los 167 MHz, y se primaba el ahorro energético. La memoria RAM también fue incrementada a medida que se hacían revisiones (o actualizaciones) de hardware, pero las diferencias no eran notorias para el usuario. Un componente clave es la memoria ROM que permite que el dispositivo pueda iniciarse, y por la cual fue hackeada para lograr introducir Linux como sistema operativo.
La última versión de WebTV usa la arquitectura de procesadores x86 con un procesador Intel Celeron, permitiendo la instalación del sistema operativo Microsoft Windows CE que permite a Microsoft modificar más eficientemente el software sin requerir programar aplicaciones para arquitecturas de procesadores RISC.

#### Especificaciones de hardware
En esta tabla se especifican las capacidades de hardware de las WebTV durante toda vida.
| Fabricante | Modelo          | Tipo          | Módem | RAM     | ROM     | Capacidad de almacenamiento | Velocidad CPU | Chip CPU |
| Sony       | INT-W100        | Classic       | V.34  | 2 MiB   | 2 MiB   | 2 MB                        | 112 MHz       | R4640    |
| Philips    | MAT-960         | Classic       | V.34  | 2 MiB   | 2 MiB   | 2 MB                        | 112 MHz       | R4640    |
| Sony       | INT-W150        | New Classic   | V.90  | 8 MiB   | 2 MiB   | 2 MB                        | 150 MHz       | R5230    |
| Philips    | MAT-965         | New Classic   | V.90  | 8 MiB   | 2 MiB   | 2 MB                        | 150 MHz       | R5230    |
| RCA        | RW-2100         | New Classic   | V.90  | 8 MiB   | 2 MiB   | 2 MB                        | 150 MHz       | R5230    |
| RCA        | RM-2100         | New Classic   | V.90  | 8 MiB   | 2 MiB   | 2 MB                        | 150 MHz       | R5230    |
| Sony       | INT-W200        | Plus          | V.90  | 8 MiB   | 2 MiB   | 1,1 GB                      | 150 MHz       | R4640    |
| Philips    | MAT-972         | Plus          | V.90  | 8 MiB   | 2 MiB   | 1,1 GB                      | 150 MHz       | R4640    |
| Samsung    | SIS-100         | Plus          | V.90  | 8 MiB   | 2 MiB   | 1,1 GB                      | 150 MHz       | R4640    |
| Mitsubishi | RW-2000         | Plus          | V.90  | 8 MiB   | 2 MiB   | 1,1 GB                      | 150 MHz       | R4640    |
| Mitsubishi | RW-2001         | Plus          | V.90  | 8 MiB   | 2 MiB   | 1,1 GB                      | 150 MHz       | R4640    |
| RCA        | RW-2110         | Plus          | V.90  | 16 MiB  | 8 MiB   | 2 MB                        | 167 MHz       | R5230    |
| Sony       | INT-W250        | New Plus      | V.90  | 16 MiB  | 8 MiB   | 2 MB                        | 167 MHz       | R5230    |
| Philips    | INT-976         | New Plus      | V.90  | 16 MiB  | 8 MiB   | 2 MB                        | 167 MHz       | R5230    |
| La-Z-Boy   | Fabric          | New Plus      | V.90  | 16 MiB  | 8 MiB   | 2 MB                        | 167 MHz       | R5230    |
| La-Z-Boy   | Leather         | New Plus      | V.90  | 16 MiB  | 8 MiB   | 2 MB                        | 167 MHz       | R5230    |
| Echostar   | Dishplayer 7100 | DISH tuner    | V.90  | 16 MiB  | 4 MiB   | 8,6 GB                      | 167 MHz       | R5230    |
| Echostar   | Dishplayer 7200 | DISH tuner    | V.90  | 16 MiB  | 4 MiB   | 17,6 GB                     | 167 MHz       | R5230    |
| RCA        | UltimateTV      | DirecTV tuner | V.90  | 16 MiB  | 4 MiB   | 40 GB                       | 167 MHz       | R5230    |
| RCA        | RM-4100         | MSNTV2        | V.90  | 128 MiB | ninguna | 64 MB                       | 733 MHz       | Celeron  |

### Software
El primer dispositivo de WebTV se basó en el navegador de Internet Spyglass de Mosaic, el que era el principal motor de renderizado de páginas webs, y mostraba la información obtenida desde la página web obtenida desde Internet, que era prácticamente igual a Microsoft Internet Explorer 3.0 y Netscape Navigator 3.0. Junto con el navegador Spyglass, también se adquirió una licencia para incluir un control parental, para la WebTV con el fin de filtrar contenidos a los niños. Para mostrar vídeos contaba con un software llamado VideoFlash con soporte para el formato MPEG-1, y un decodificador de audio compatible con MPEG-2 además de la emulación de la gama de instrumentos MIDI.
En las primeras versiones del software, se excluyó a Java debido a los requerimientos de hardware que se necesitaba para ejecutar aplicaciones del lenguaje, lo que hacía que el precio de US$ 300 se viera aumentado para poder integrar Java dentro del software disponible. Sin embargo, se integró PersonalJava que entregó una funcionalidad parcial de las aplicaciones, evitando que los usuarios escaparan de la plataforma para migrar a otros sistemas. Otras de las limitaciones del software era su arquitectura, ya que RISC obligaba a las compañías a producir software especial para la plataforma. En el caso de la WebTV se vio afectada por las aplicaciones de Real Networks, ya que la adaptación de los formatos al dispositivo fue solamente parcial de Real Audio, mientras que un acuerdo entre Real Networks y WebTV Network permitieron una posterior adaptación total de los formatos que poseía Real Networks.
Actualmente, se ofrece al público una versión del navegador Internet Explorer 6.0 , soporte a la tecnología del Windows Media Player, el cual permite la reproducción de imágenes y videos a través del dispositivo. Los formatos soportados son todos los que pueda reproducir Windows Media versiones 7, 8 y 9, integra un lector de archivos PDF, y una versión de MSN Messenger que se puede integrar con Microsoft Passport y generar nuevas cuentas de Hotmail.

#### Patentes
WebTV Networks Inc. generó una gran cantidad de patentes para proteger intelectualmente su software y hardware que interactúa con los sistemas.
- Worldscan: tecnología que permite ver correctamente el contenido Web en cualquier formato de TV (NTSC, PAL, SECAM)
- TVLens: tecnología que mejora la imagen, eliminando el parpadeo producido por el entrelazado.
- PhosphoRam: descompresor de imágenes "al vuelo" que minimiza el consumo de memoria RAM.
- One Thumb Browsing: permite la búsqueda de imágenes dentro de una página y seleccionarlas dentro de ellas.

#### Virus
En el año 2002, la tecnología de MSN TV fue atacada por el primer virus para la plataforma. El programa que fue escrito por David Jeansonne y tenía como medio de propagación el correo electrónico entre los dispositivos de WebTV, que al ser abierto, se cambiaba el número de conexión al servicio de MSN TV al 911 (número de emergencias de Estados Unidos). En respuesta, los servicios de emergencia enviaban una patrulla de policía al hogar del usuario de la WebTV.
Una forma posible de identificar el correo infectado es por su asunto que decía "NEAT". El correo circuló principalmente entre abril y julio de 2002 y acarreó problemas con la policía ya que producía cientos de llamadas falsas, cuando en realidad la gente pensaba que ingresaba al sistema de MSN TV.

... cuando mi madre intentó ingresar en la WebTV, comenzó a marcar el 911... ella cortó pero tenía una llamada del departamento de policía consultando si había algún problema...
Usuaria de MSN TV

... una mujer de su grupo terminó con el alguacil golpeando su puerta
Usuaria de MSN TV

El 15 de marzo del 2005, fue sentenciado judicialmente a pagar la suma de US$ 27.100 que fueron cancelados con trabajo a Microsoft y seis meses en prisión, por propagar un virus y atentar contra la seguridad ciudadana.

## Funcionamiento
El funcionamiento de una WebTV y MSN TV se basan en una comunicación directa entre el dispositivo y un servidor que se conecta a través de la línea telefónica (vía módem) o banda ancha (ISDN, ADSL, etc.). Una vez conectado a la central de la WebTV, se envían el menú disponible al usuario, dependiendo del plan y equipo que posee.
Una vez que el usuario selecciona una acción a realizar, ya sea un clic en un enlace o cerrar la página actual, la interacción se envía al servidor de WebTV para procesarlo y enviar la respuesta del requerimiento al usuario. La visualización se adapta en el dispositivo con el fin que se muestre correctamente la información en la pantalla del televisor, sin que se vea afectada por las limitaciones técnicas que posee el monitor.
Por lo tanto, el dispositivo posee una doble función
- Actúa como un receptor de información desde un servidor externo, que se alimenta de contenidos de la misma empresas o páginas webs desde Internet
- Funciona como un decodificador de texto e imágenes para que se adapte al formato que posee el televisor sin que afecte el rendimiento de la navegación como la experiencia del usuario.

## Instalación

### Requerimientos de instalación
Para poder conectar el sistema a una televisión, se requiere:
- Una televisión con conectores de tipo RCA, o un VCR en su defecto.
  - En caso de tener sólo salida a antena, se debe tener un modulador de Radio Frecuencia (RF).
  - La conexión a Supervideo es opcional, aunque mejora la calidad de las imágenes.
- Para los servicios de Internet se requiere:
  - Una red de tipo Ethernet con todos los añadidos necesarios (hub, router, gateway, etc).
  - Los conectores RJ45.
- Para el uso de Wireless (o Wi-Fi), se requiere de un bridge de la especificación 802.11b y 802.11g.

### Paquete de instalación
Dentro del paquete de instalación enviado por MSNTV, se pueden distinguir muy bien estos elementos:
- MSN TV 2 Internet & Media Player, que es el equipo en sí que provee acceso a Internet y contenidos multimedia.
- Teclado inalámbrico, el cual se puede usar para escribir correos electrónicos y navegar por sitios de mayor interacción entre usuarios, como foros.
- Control Remoto, permite la activación o desactivación del dispositivo a distancia.
- Cable de video de 6', conectar el dispositivo a la puerta de entrada del televisor.
- Cable telefónico de 25', para conectarse a Internet vía teléfono.
- T-splitter para el cable telefónico
- Tarjeta de registro
- Fuente de energía
- Guía del usuario

## Polémicas
En el año 1998, Interactive Week Online denunció que WebTV Inc. estaba recolectando datos de los usuarios a partir de los datos de navegación que diariamente se registraba en cada uno de los 450 mil usuarios que tenía el sistema. El registro guardaba datos como sitios webs visitados, tiempo de visita y enlaces visitados, con el fin de vender datos a las empresas de publicidad.
La idea de Microsoft era dirigir la publicidad al consumidor con el fin de que encontrase los productos que específicamente quería encontrar a partir de los datos recogidos. La compañía indicó que la opción no se podía deshabilitar en un inicio, pero tras el reclamo de los usuarios que no querían que sus datos fueran monitoreados la opción para evitar el rastreo fue habilitada al año siguiente.